# Terrena (entreprise)
Pour les articles homonymes, voir Terrena.
 (juillet 2021).
Si vous disposez d'ouvrages ou d'articles de référence ou si vous connaissez des sites web de qualité traitant du thème abordé ici, merci de compléter l'article en donnant les références utiles à sa vérifiabilité et en les liant à la section « Notes et références ».
Terrena est un groupe coopératif agroalimentaire français basé à Ancenis-Saint-Géréon (Loire-Atlantique), né en 2004 de la fusion des coopératives Cana, Caval et GCA. 
Avec un chiffre d'affaires de 4,9 milliards d’euros, 21 500 agriculteurs adhérents et 14 000 salariés, Terrena est l’un des acteurs majeurs de l’agriculture et de l’agroalimentaire en France. 
L'activité du groupe est centrée autour des départements de la Loire-Atlantique, de Maine-et-Loire, des Deux-Sèvres, de la Vienne et de la Mayenne.

## Historique
Le 17 novembre 1887 à Angers, sous l’impulsion d’Henri de La Bouillerie et du père-abbé de Bellefontaine, un groupe d’agriculteurs crée le syndicat agricole d’Anjou. En 1926, est créée la coopérative de sélection et de vente des semences de l’Anjou.
Sous l’impulsion d’Yves Le Goüais, en 1932, neuf agriculteurs de la région d’Ancenis créent la coopérative des agriculteurs de Saint-Mars-la-Jaille, qui deviendra la coopérative agricole de la Noelle Ancenis (Cana). En 1936, est créée la coopérative des agriculteurs de la Vienne autour de Marc Ferré, qui deviendra GCA.
La collecte laitière autour de la région d’Ancenis débute en 1942. Le transfert du siège social de la Cana à Ancenis à proximité de la ligne de chemin de fer Nantes-Paris a lieu en 1952.
En 1967, la coopérative agricole Vienne-Anjou-Loire (Caval) est constituée par la fusion de sept coopératives de l’est du Maine-et-Loire qui fusionne en 1971 avec le syndicat agricole d’Anjou.
Coopagri Bretagne et Cana mettent en commun en 1992 la commercialisation de leur activité laitière autour de la marque Paysan Breton. Ils seront rejoints en 1994 par Even. En 2000, les coopératives Cana et Caval créent une union de coopératives pour regrouper leurs métiers d’aval. Constitution de la société Gastronome pour les activités volailles par le rapprochement de Soparvol et de Synavi.
En 2001, ce consortium acquiert la marque Douce France, rachetée à Gérard Bourgoin.
En 2004, les coopératives Cana, Caval et GCA fusionnent pour donner naissance au groupe Terrena.
En 2008, Terrena reprend les activités volailles fraîches et produits élaborés d’Unicopa et en 2009, Coopagri Bretagne, Even et Terrena regroupent leurs activités industrielles laitières au sein de Laïta (collecte, industrie et commercialisation sur tous les marchés).
En 2014, Terrena fusionne avec la coopérative maraîchère Val Nantais.
En 2015, la Coopérative des agriculteurs de Mayenne adhère à Terrena en tant que section autonome. 
En 2015, Maïsadour annonce la fusion de ses activités dans les semences avec Terrena.
En mars 2016, Terrena fait l'acquisition du Groupe Doux, filiale finalement mise en liquidation judiciaire en avril 2018.
En juillet 2017, Terrena, la Coopérative des agriculteurs de Mayenne et Terrena Poitou annoncent un projet de fusionner leur activité, alors que ces deux dernières entités étaient jusqu'à présent des sections autonomes de Terrena.
Fin décembre 2017, Terrena, la Coopérative des agriculteurs de Mayenne et Terrena Poitou fusionnent après que leurs Assemblées générales ont voté la fusion.

## Activité
Terrena possède 470 implantations régionales dans les Pays de la Loire et en Nouvelle-Aquitaine. 60 sites industriels s’y ajoutent, en France.
L’ensemble des activités de Terrena est réparti en cinq pôles :
Pôle Amont
- Grandes cultures
- Distribution agricole et logistique
- Maraîchage
- Filière Volailles et Monogastriques (porcs, lapins, œufs)
- Filière Ruminants (Lait, bovins, ovins et caprins)
- Filière Viticole
- Machinisme et Technologies
- Solutions d'élevage et technologies
- Filière Biologique
- Nutrition animale

Pôle Végétal Spécialisé
- Semences
- Pépinières
- Meunerie
- Ingrédients du végétal
- Pommes à jus

Pôle Volailles
- Volailles fraîches
- Export
- Produits élaborés
- Dinde

Pôle Produits Carnés
- Elivia
- Holvia Porcs

## Marques
- La Nouvelle Agriculture : volailles, porc, bœuf, farine, épinards
- Père Dodu : volailles
- Paysan breton : beurre, fromage
- Tendre et Plus : bœuf, veau, porc et agneau
- Ackerman : vins
- Festival des Pains : Terrena adhère à cette fédération de professionnels de la boulangerie artisanale.
- Val Nantais : Produits maraîchers, la mâche est le produit phare de la marque.

## Filiales
Le groupe Terrena compte un grand nombre de filiales dans ses rangs.
Agrofournitures :
- Semences : Cérience
- Bâtiments matériels : LvvD
- Services : La Noëlle
- Pépinières : Hortival
- Négoces: Synoa
- Nutrition animale : Samab, Ekoranda, Noréa, Nutria, Oléosyn BIO, Bellané

Agroalimentaire :
- Meunerie : Terrena Meunerie
- Ingrédient végétal : Inveja
- Vins : Orchidées
- Maraichage : Val Nantais
- Arboriculture : Dalival
- Volailles : Galliance
- Oeufs : Igreca
- Bœuf / Ovins : Elivia
- Lait : Laïta
- Porc : Holvia Porc
- Lapin : ALPM

## Gouvernance de l’entreprise
Le groupe Terrena est administré par un conseil d’administration composé de 31 membres dont un associé non-coopérateur. Les administrateurs sont élus par l’assemblée générale plénière à la majorité des suffrages exprimés. Autour du président de Terrena, neuf d’entre eux, fortement impliqués dans la stratégie du Groupe, constituent le bureau du conseil d’administration.
Le comité exécutif du groupe Terrena est constitué de neuf directeurs autour du directeur-général groupe, Alain Le Floch.

## Chiffres
Groupe Terrena (année 2018)
- 21 500 agriculteurs adhérents
- 14 000 salariés (équivalents temps plein)
- 2 millions d’hectares (surfaces agricoles utiles)
- 4,9 milliards d'euros de chiffre d’affaires

Coopérative Terrena (année 2015)
- 1406  salariés (équivalents temps plein)
- 1421 millions d’euros de chiffre d’affaires
- 10,2 millions d'euros reversés aux adhérents sous forme d'aide et de ristournes

## Sécurité et justice
Terrena est condamné en mai 2024 pour homicide involontaire : en février 2017, un accident du travail survient dans son usine d’Ancenis et provoque la mort d’un de ses employés, écrasé dans un palettiseur. Elle est condamnée à 30 000 euros d’amende (jugement confirmé par la cour de Cassation le 22 mai 2024). Terrena a également été condamnée pour homicide involontaire en 2015 ; dans les deux cas, des manquements à ses obligations en matière de sécurité ont été retenus.